# Santiuste de San Juan Bautista (kommun)
Santiuste de San Juan Bautista är en kommun i Spanien.   Den ligger i provinsen Provincia de Segovia och regionen Kastilien och Leon, i den centrala delen av landet, 110 km nordväst om huvudstaden Madrid. Antalet invånare är 636.